# نگون‌سار الگانس
نگون‌سار الگانس (نام علمی: Cyclamen elegans) نام یک گونه از سرده نگون‌سار است.